# 서울시티발레단
| (사)서울시티발레단 | (사)서울시티발레단                             |
| ------------------ | ---------------------------------------------- |
| 창단               | 2009년                                         |
| 국가               | 대한민국                                       |
| 설립               | 사립                                           |
| 위치               | 서울특별시 노원구 덕릉로 680 (보고프라자 5층)  |
| 성격               | 민간직업 발레단                                |
| 단장               | 김광진                                         |
| 홈페이지           | www.kkjballet.com/ / https://scballet.modoo.at |

## (사)서울시티발레단 소개
(사)서울시티발레단은 2009년에 창단하여 다양한 클래식 발레와 컨템포러리 발레 레퍼토리를 보유한 단체이다.
각 대학교 무용과 졸업생들과 프로 발레단 출신의 단원들로 구성되었으며 대중에게 다가가기 쉬운 작품들을 공연하여 발레 대중화에 힘쓰고 있다. 이와 같은 원동력을 바탕으로 발레 인구의 저변 확대를 위한 새로운 레퍼토리 개발과 무용수의 실력 향상을 끊임없이 연구하고 무대를 통해 실현해오고 있다.
현대 문화 예술의 트렌드인 예술 융복합 작업들에 관심을 가지고 “동화인형 발레극”을 통해 이를 실현시키고자 많은 노력을 기울이고 있다.
대표 작품으로는 ‘인형발레극 호두까기인형’, ‘KBS성우 짱구엄마 송연희가 들려주는 힐링동화 발레 잠자는 숲속의 미녀’ 전막 작품과 ‘꿈과 희망의 발레 이야기’, ‘어린이를 위한 인형발레 이야기’, ‘온가족 발레축제’ 등의 클래식발레 갈라 작품들이 있으며, ‘칸타빌레’, ‘희노애락-감자먹는 사람들’, ‘서쪽하늘’, ‘붉은사막’, ‘내 사랑은 어디에’, ‘Forgot Something' 등의 컨템포러리 작품이 있다.

위와 같은 작품들을 공연하며 새롭게 창작의욕의 충전을 위해 노력해왔다.

## 레퍼토리

### [2]KBS성우 짱구엄마 송연희가 들려주는 힐링 동화 발레 “ 잠자는 숲속의 미녀”

#### 초연: 2017년 5월 27일 / 안무: 김광진 / 음악: Pyotr Ilyich Tchaikovsky / 시간: 70분
‘잠자는 숲속의 미녀’는 힐링 동화발레를 표방하여 제작되었으며, 관객 누구나 쉽게 이해할 수 있는 공연으로 KBS성우 송연희씨가 직접 무대에서 동화를 구연해주는 형식으로 만들어진 것이 특징이다. 또한 충분한 작품성과 즐거운 요소들이 풍부하게 완성되어 있고 작품 중간 중간 속 대사와 나레이션을 넣어 아이들의 이해와 상상력을 풍부하게 자극할 수 있는 무대를 만들었기 때문에 공연을 관람하는 관객들과 서로 교감이 될 수 있는 공연이다.

### [3]동화 발레극 “백조의 호수”

#### 초연: 2019년 7월 28일 / 안무: 김광진 / 음악: Pyotr Ilyich Tchaikovsky / 시간: 70분
‘백조의 호수’는 관객들에게 어려운 전막 공연을 보다 이해하기 쉽게 제작되었다. 또한 실제 백조와 흡사한 부리 모양의 투구와 의상이 특징으로 실제 백조의 모습을 연출 하였다. 총 3막으로 이루어진 각 막마다 공연 속 나레이션과 무용수들의 대사를 통해 관객들의 이해와 몰입도를 높이는데 힘을 썼다.

### [4]발레 뮤지컬 동화 인형 발레극 “호두까기 인형”

#### 초연: 2017년 1월 22일 / 안무: 김광진 / 음악: Pyotr Ilyich Tchaikovsky / 시간: 70분
‘호두까기 인형’은 무용 뿐만 아니라 나레이션, 대사, 노래와 같은 다양한 장르를 넣은 한편의 발레 뮤지컬을 감상할 수 있다. 관객들은 이처럼 다양한 장르를 복합적으로 즐기면서 공연 속 스토리의 이해도를 높힐 수 있다. 공연에 등장하는 동물 의상을 착용한 무용수들이 만들어내는 작품들이 아이들의 흥미와 무용수들과 즐겁게 소통하며 공연을 관람 할 수 있는 특징이 있다.

### [5]대한민국 명품 발레극 “효녀심청”

#### 초연: 2020년 8월 13일 / 안무: 김광진 / 음악: 이한 / 시간: 70분
전래 동화 ‘효녀 심청’을 모티브로 제작 된 작품으로 동화가 아닌 발레로 내용을 처음 접하는 관객들도 쉽게 줄거리를 이해 할 수 있다. 시대적 배경과 한국 고유의 전통을 안무 뿐만 아니라 의상, 음악, 무대 등으로 표현되었다. 전래동화 특징인 ‘권선징악’의 교훈을 지니고 있으며 남녀노소 구분 없이 즐길 수 있다. 또한 총 3막으로 구성되어 막 마다 스토리의 특징과 등장인물들의 캐릭터 성향이 잘 드러나 표현된 것이 관람 요소 중 포인트가 될 것이다.

### [6]스트라빈스키 발레 “풀치넬라”

#### 초연: 2021년 11월 25일 / 안무: 김광진 / 음악: Igor Stravinsky / 시간: 40분
‘풀치넬라’는 스트라빈스키가 1920년 완성한 발레 음악으로, 안무는 레오니드 마신, 의상과 세트는 파블로 피카소가 디자인을 하였다. 블랙코미디의 성격을 지닌 작품으로 우스꽝스러운 안무와 무용수들의 코미디 연기를 볼 수 있다. (사)서울시티발레단에서 선보인 ‘풀치넬라’는 한국에서 발레공연으로 초연되었으며, 오케스트라와 성악이 같이 어우러져 생동감 넘치는 것이 특징이다.

### 발레단 홈페이지
http://www.kkjballet.com/
https://scballet.modoo.at

### 케렌시아 성인 발레단
https://qballet.modoo.at/
1. ↑  “서울시티발레단”. 2022년 2월 22일에 확인함.
2. ↑  “[(사) 서울시티발레단 - 잠자는 숲 속의 미녀]”. 2022년 2월 22일에 확인함.
3. ↑  “[(사) 서울시티발레단 - 백조의 호수]”. 2022년 2월 22일에 확인함.
4. ↑  “[(사) 서울시티발레단 - 호두까기 인형]”. 2022년 2월 22일에 확인함.
5. ↑  “[(사) 서울시티발레단 - 효녀 심청]”. 2022년 2월 22일에 확인함.
6. ↑  “[(사) 서울시티발레단 - 풀치넬라]”. 2022년 2월 22일에 확인함.